# День нефтяников Азербайджана
«День нефтяников Азербайджана» — профессиональный праздник всех работников нефтяной промышленности, который отмечается в Азербайджанской Республике ежегодно, 20 сентября.
«День нефтяников Азербайджана» появился в календаре официальных праздников Азербайджанской Республики сравнительно недавно, в 2001 году, после того, как 16 августа 2001 года, в столице государства городе Баку, третий президент Азербайджана Гейдар Алиев подписал Указ «О Дне нефтяников Азербайджана», который предписывал отмечать этот праздник каждый год, двадцатого сентября.
Дата для того, чтобы отмечать этот профессиональный праздник, была выбрана главой азербайджанской республики не случайно. Именно в этот день, в 1994 году, в столице страны, во дворце «Гюлистан» было заключено соглашение «О долевом распределении продукции», которое касалось глубоководных месторождений нефти «Азери — Чираг — Гюнешли», находящихся в Каспийском море. Это было крупнейший договор, из когда-либо заключённых Азербайджаном. Согласно договору инвестиции Соединённых Штатов в разработку месторождений должны составить более 57 миллиардов долларов. Поэтому, эту сделку, по праву, называют в Республике Азербайджан «Контрактом века».
6 ноября 2009 года президентом страны были сказаны такие слова:

«В Азербайджане нефтяники всегда пользовались большим уважением. Это и сегодня так. Профессия нефтяника — очень почетная профессия. Нефтяники всегда высоко ценятся государством, и так будет и впредь. Очень важно, чтобы бытовые условия, условия труда, социальное положение нефтяников всегда находились в центре внимания. Об этом свидетельствует развитие Нефтяных камней. В будущем будет проделана ещё более масштабная работа. Азербайджан будет делать ещё больше для укрепления своего нефтегазового потенциала.»

«День нефтяников Азербайджана» не является нерабочим днём, если, в зависимости от года, не выпадает на выходной.